# Куршскаја коса
Национални парк Куршскаја коса (рус. Куршская коса) налази се у издвојеној Калињинградској области, обухвата Курску превлаку – која је тип депозитног пешчаног спруда. Превлака одваја слано Балтичко море (на западу) од слатководног Курског залива на истоку. Јужни део парка налази се у Зеленоградском дистрикту у Калињинградској области, Русија; а северни део у југозападној Литванији. Курска превлака се налази на Унеско-вој листи светске баштине коју деле обе земље.

## Топографија
Темељи превлаке су створени око 15.000. п. н. е., када су се глечери повукли из Балтичког мора, а пешчане дине Куршкаја су се издигле на глацијалној морени. Море и ветар својим деловањем су изградили велике дине, са просечном висином на превлаци од 35 метара. Подручје је једно од сложенијих биодиверзитета захваљујући многим различитим еколошким заједницама у непосредној близини: плажа, гребени дина, мочваре различитих врста, ливаде и шуме. Курска превлака је друга по дужини у свету, одмах после 110 km дуге Арабатске превлаке у Азовском мору. Подручје парка обухвата превлаку од Калињинградског полуострва на југу до границе са Литванијом око 40 км на северу; његова ширина варира од 0.4 до 4 км. Залив има просечну дубину од 3,7 метара, а ниво воде у заливу је око 12 цм изнад нивоа Балтичког мора.
- Курска превлака (и Курски залив) из свемира, 2006
- Плажа у националном парку
- Лабудово језеро
- МАпа Курског залива
- Шума у националном парку
- Поглед на дину

## Биљке и животиње
У парку живи велики број птица и водених птица, јер парк има богате мочваре и налази се на главним миграционим путевима. У парку је забележено 262 врсте птица, а познато је да се око 100 врсти гнезди на територији парка. У парки живи око 46 врста сисара, неке од њих су: лос, европска срна, дивља свиња, лисица, куна, ракун, јазавац, зец, црвена веверица, и дабар. У парку је забележено преко 290 врста копнених кичмењака, што представља 80% врста које се налазе у Калињинграду. Биљни свет је такође разнолик: 889 врста, хибриди, сорте и облици дивљих васкуларних биљака од 398 родова и 111 породица.